# Overton County
Overton County je okres amerického státu Tennessee založený v roce 1806. Správním střediskem je město Livingston. Pojmenovaný je podle amerického soudce Johna Overtona (1766–1833), spoluzakladatele města Memphis.

## Sousední okresy
| Růžice kompasu | Clay County    |                | Pickett County    | Růžice kompasu |
| Růžice kompasu | Jackson County | Sever          | Fentress County   | Růžice kompasu |
| Růžice kompasu | Jackson County | Overton County | Fentress County   | Růžice kompasu |
| Růžice kompasu | Jackson County | Jih            | Fentress County   | Růžice kompasu |
| Růžice kompasu |                | Putnam County  | Cumberland County | Růžice kompasu |